# Condensador de tàntal

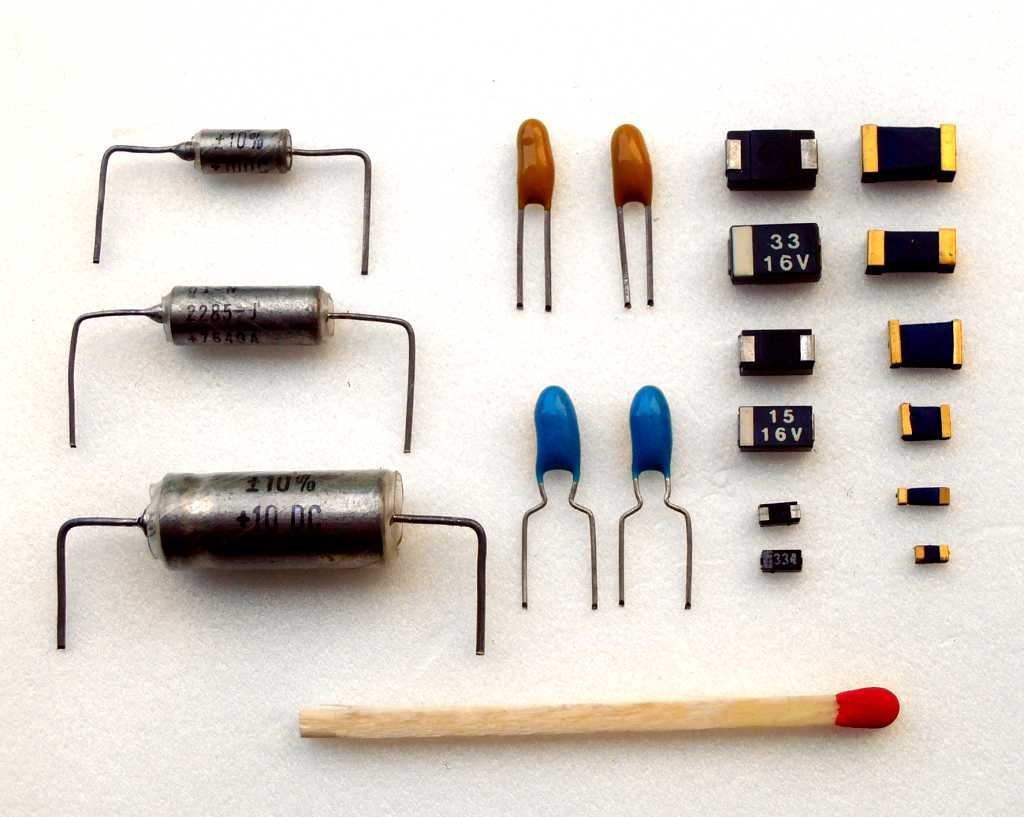
Condensadors de tantal en diferents estils d'encapsulat: versions axial, radial i de xip SMD (comparació de mida amb un llumí).

Un condensador electrolític de tàntal és un condensador electrolític, un component passiu dels circuits electrònics. Consisteix en una pastilla de metall porós de tàntal a manera d'ànode, cobert per una capa d'òxid aïllant que forma el dielèctric, envoltat d'electròlit líquid o sòlid com a càtode. A causa de la seva capa dielèctrica de permitivitat molt prima i relativament alta, el condensador de tàntal es distingeix d'altres condensadors convencionals i electrolítics per tenir una gran capacitat per volum (alta eficiència volumètrica) i un pes inferior.
El tàntal és un mineral de conflicte. Els condensadors electrolítics de tantal són considerablement més cars que els condensadors electrolítics d'alumini similars.
Els condensadors de tantal són components inherentment polaritzats. La tensió inversa pot destruir el condensador. Els condensadors de tàntal no polars o bipolars es fabriquen connectant de manera efectiva dos condensadors polaritzats en sèrie, amb els ànodes orientats en direccions oposades.
Característiques de les diferents capes d'òxid en condensadors electrolítics de tàntal i niobi:
| Material de l'ànode   | Dielèctric                | Permisivitat relativa | Estructura de l'Òxid | Tensió de ruptura (V/μm) |
| --------------------- | ------------------------- | --------------------- | -------------------- | ------------------------ |
| Tàntal                | Pentòxid de tàntal, Ta₂O5 | 27                    | Amorf                | 625                      |
| Niobi o Òxid de niobi | Pentòxid de niobi, Nb₂O5  | 41                    | Amorf                | 400                      |

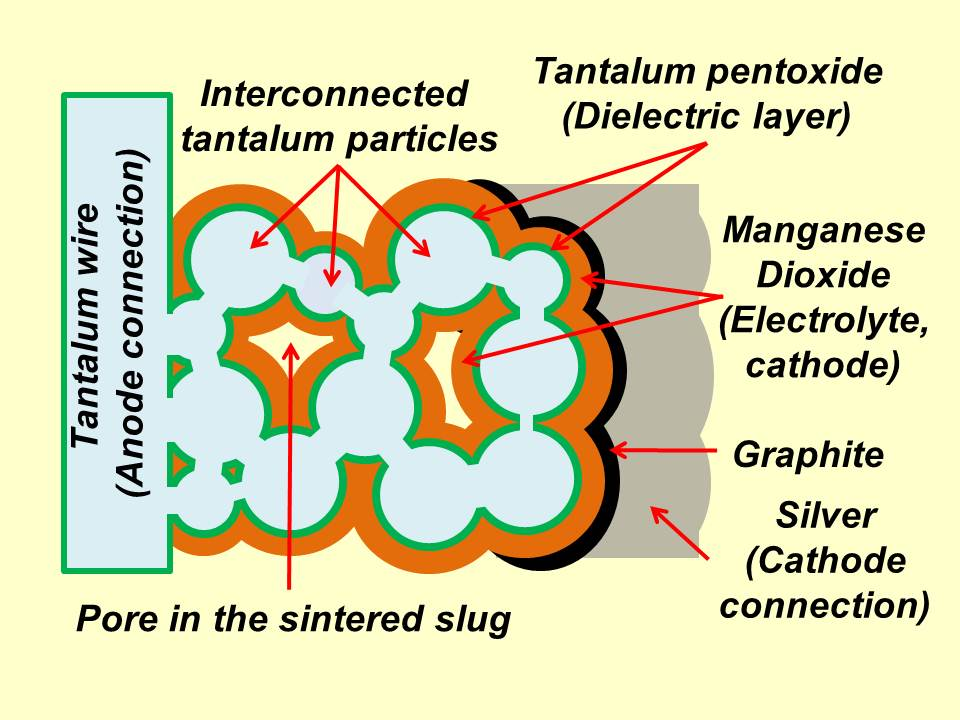
Representació esquemàtica de l'estructura d'un condensador electrolític de tàntal sinteritzat amb electròlit sòlid i les capes de contacte del càtode.

Tantalum electrolytic capacitors are made in three different styles:
- Condensadors de xip de tàntal: estil SMD per a muntatge en superfície, el 80% de tots els condensadors de tàntal són SMD.
- "Perles" de tàntal, d'estil d'un sol extrem immers en resina per al muntatge de PCB.
- Condensadors de tàntal de plom axial, amb electròlit sòlid i no sòlid, utilitzat principalment per a aplicacions militars, mèdiques i espacials.

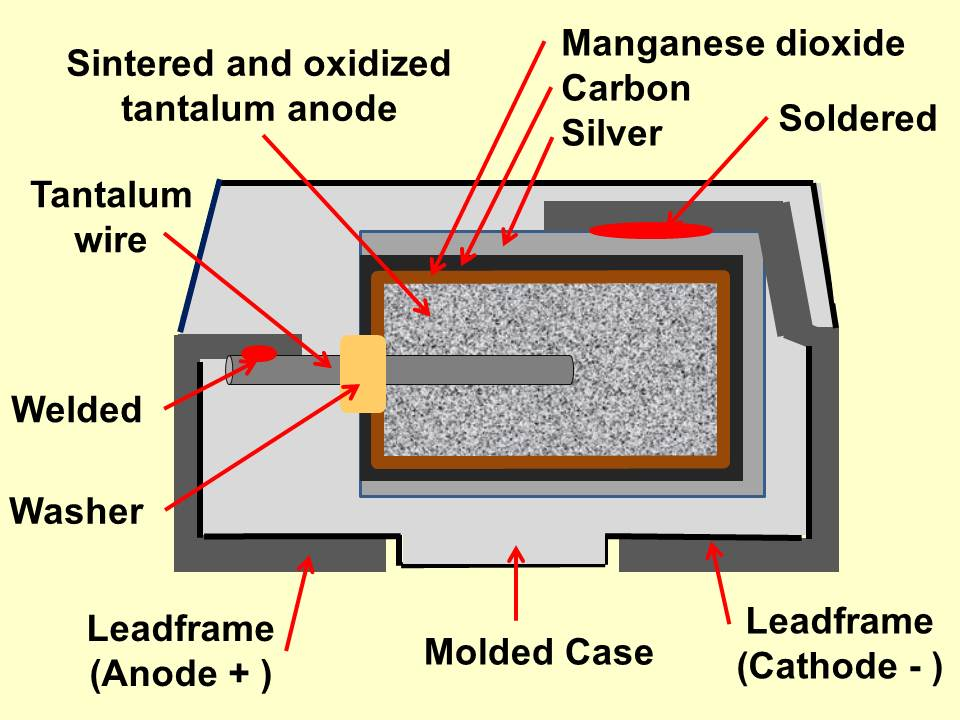
Construcció d'un típic condensador de xip electrolític de tàntal SMD amb electròlit sòlid.